# Venezillo gigas
Venezillo gigas är en kräftdjursart som först beskrevs av Edward John Miers 1877.
Venezillo gigas ingår i släktet Venezillo och familjen Armadillidae. Inga underarter finns listade i Catalogue of Life.